# Радчанська сільська рада (Народицький район)
Радчанська сільська рада (до 1980 року — Давидківська сільська рада) — колишня адміністративно-територіальна одиниця та орган місцевого самоврядування у Овруцькому і Народицькому районах Коростенської і Волинської округ, Київської й Житомирської областей Української РСР та України з адміністративним центром у с. Радча (до 1980 року — с. Давидки).

## Населені пункти
Сільській раді були підпорядковані населені пункти:
- с. Радча
- с. Вільхова
- с. Грезля
- с. Нова Радча
- с. Ровба
- с. Стара Радча
- с. Тичків

## Населення
Кількість населення ради станом на 1923 рік становила 1 000 осіб, кількість дворів — 266.
Кількість населення сільської ради станом на 1924 рік становила 2 141 особу.
Відповідно до результатів перепису населення СРСР, кількість населення ради станом на 12 січня 1989 року становила 858 осіб.
Станом на 5 грудня 2001 року, відповідно до перепису населення України, кількість мешканців сільської ради становила 537 осіб.

## Склад ради
Рада складалась з 12 депутатів та голови.

### Керівний склад сільської ради
| ПІБ                           | Основні відомості                                                         | Дата обрання | Дата звільнення |
| ----------------------------- | ------------------------------------------------------------------------- | ------------ | --------------- |
| Кисель Анатолій Степанович    | Сільський голова, 1959 року народження, освіта                            | 26.03.2006   | 31.10.2010      |
| Бортник Наталія Володимирівна | Сільський голова, 1976 року народження, освіта вища, член Партії регіонів | 31.10.2010   |                 |

Примітка: таблиця складена за даними джерела

## Історія
Створена 1923 року в складі с. Давидки та хуторів Грезля, Зрадена, Лозова Волока, Плиток, Таківка і Тичків Христинівської волості Овруцького повіту Волинської губернії. Станом на 17 грудня 1926 року в підпорядкуванні значилися с. Давидківська Буда та х. Будники. 14 листопада 1935 року, відповідно до постанови Президії ЦВК Української СРР «Про часткові зміни районних меж Київської області», х. Плиток підпорядкований Тарасівській сільський раді Кагановицького району Київської області. Станом на 1 жовтня 1941 року с. Давидківська Буда та хутори Будники, Зрадена, Лозова Волока не перебували на обліку населених пунктів.
Станом на 1 вересня 1946 року входила до складу Народицького району Житомирської області, на обліку в раді перебували села Грезля, Давидки та Тичків.
11 серпня 1954 року, відповідно до указу Президії Верховної ради Української РСР «Про укрупнення сільських рад по Житомирській області», підпорядковано села Нова Радча, Ольхова (Вільхова), Ровба та Стара Радча ліквідованої Новорадчанської сільської ради Народицького району. 16 вересня 1960 року, відповідно до рішення Житомирського облвиконкому № 960 «Про уточнення обліку населених пунктів області», взято на облік новоутворений населений пункт — с. Радча.
На 1 січня 1972 року сільська рада входила до складу Народицького району Житомирської області, на обліку в раді перебували села Вільхова, Грезля, Давидки, Нова Радча, Радча, Ровба, Стара Радча і Тичків.
15 вересня 1980 року, відповідно до рішення Житомирського облвиконкому № 422 «Про перенесення адміністративного центру та перейменування Давидківської сільської ради народних депутатів», адміністративний центр ради перенесено до с. Радча з відповідним перейменуванням на Радчанську. До складу ради увійшли села Вільхова, Грезля, Давидки, Нова Радча, Радча, Ровба, Стара Радча і Тичків. 3 жовтня 1986 року, відповідно до рішення Житомирського облвиконкому № 161 «Про зміни в адміністративно-територіальному устрої Народицького району», до складу ради включено села Довгий Ліс, Мотилі та Омельники ліквідованої Довголіської сільської ради Народицького району, с. Давидки підпорядковане відновленій Заліській сільській раді Народицького району. 28 грудня 1990 року, відповідно до рішення Житомирської обласної ради, села Довгий Ліс, Мотилі та Омельники зняті з обліку.
Ліквідована 17 листопада 2015 року через об'єднання до складу Народицької селищної територіальної громади Народицького району Житомирської області.
Входила до складу Овруцького (7.03.1923 р., 30.12.1962 р.) та Народицького (21.08.1924 р., 8.12.1966 р.) районів.